# Liolaemus archeforus

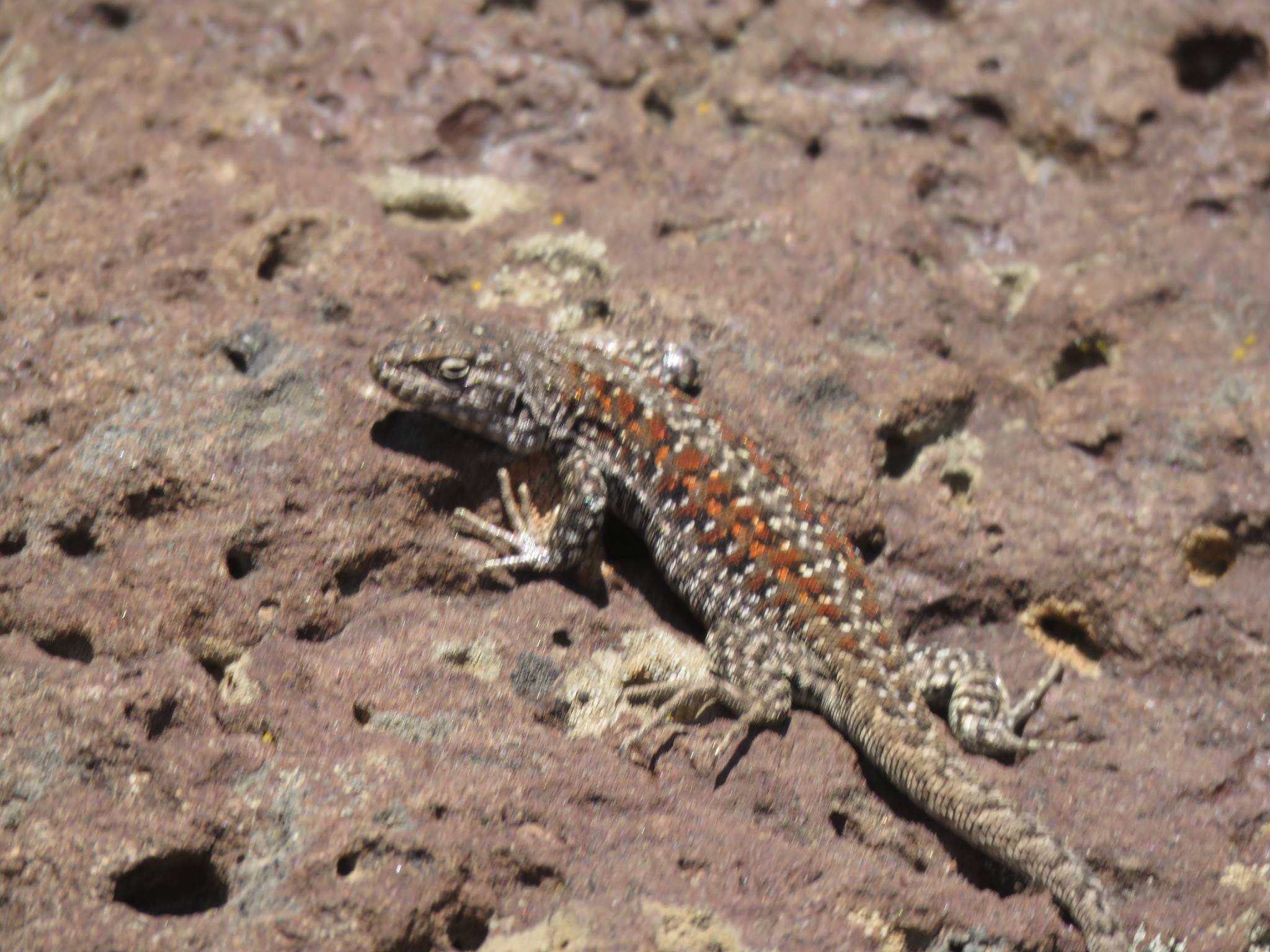

Liolaemus archeforus — вид ігуаноподібних ящірок родини Liolaemidae. Ендемік Аргентини.

## Поширення і екологія
Liolaemus archeforus мешкають в провінції Санта-Крус, на південь від озера Буенос-Айрес. Вони живуть на помірних луках, порослих Empetrum rubrum, Nassauvia pygmaea і Azorrella ameghinoi, Festuca і Senecio, серед скельних виступів. Зустрічаються на висоті від 800 до 1500 м над рівнем моря. Є травоїдними і живородними, народжують від 3 до 6 дитинчат.